# 小林多喜二

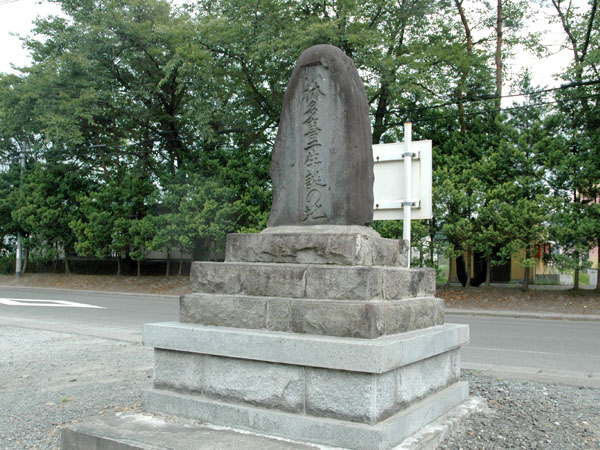
下川沿駅前の生誕碑

小林 多喜二（こばやし たきじ、1903年（明治36年）12月1日 - 1933年（昭和8年）2月20日）は、日本のプロレタリア文学の代表的な小説家、共産主義者、社会主義者、政治運動家。日本プロレタリア作家同盟書記長。日本共産党党員。
4歳のとき、一家で北海道の小樽に移住、小樽高等商業学校（現・小樽商科大学）に学ぶ。小樽で銀行に勤めてから、葉山嘉樹、ゴーリキーなどの作品を通じてプロレタリア作家の自覚を持ち、小樽の労働運動にも関わり始めた。
1928年、共産党関係者大検挙（三・一五事件）の小樽を題材にした『一九二八年三月十五日』をプロレタリア文学の機関誌「戦旗」に載せ、翌年には『蟹工船』を発表して評価を得た。また、大農場の小作人と小樽の労働者の共同闘争を描いた『不在地主』（1929年）が原因で銀行を解雇された。その後は投獄と保釈をくりかえし、1931年、非合法の共産党に正式に入党。しかし1933年、警察に逮捕・虐殺された。

## 生涯
多喜二は、秋田県北秋田郡下川沿村（現大館市川口）に小作農家の 次男として生まれた。当時北海道・小樽で苦難の末に事業に成功した伯父が自分の失敗によって傾いた実家の始末を負わせていた弟夫婦（多喜二の両親）への恩返しとして「小樽の学校に通わせたい」と言う提案により長男を移住させていたが間もなく病死した。多喜二が4歳の時に伯父の計らいによって一家全員で小樽・若竹町の伯父の別宅に移住する。
生活は豊かではなかったが、伯父の工場に住み込みで働く代わりに学資を受け小樽商業学校から小樽高等商業学校へ進学。在学中から創作に親しみ、絵画 や文芸誌への投稿 や、校友会誌の編集委員となって自らも作品を発表するなど、文学活動に積極的に取り組んだ。小樽高商の下級生に伊藤整がおり、また同校教授であった大熊信行の教えを受ける。
この前後から、自家の窮迫した境遇や、当時の深刻な不況から来る社会不安などの影響で労働運動への参加を始めている。実家からほどない小樽築港には幾つもタコ部屋が設けられ、労働者の酷使される姿は幼少期より多喜二の身近に在った。
1924年に小樽高商を卒業し、北海道拓殖銀行（拓銀）に入行して同行小樽支店に勤務し、そのころ5歳年下の恋人田口タキに出会う。タキは父親が残した多額の借金により13歳の頃より酌婦として飲み屋に売られていた。多喜二は友人からの借金でタキを身請けし、結婚ではなく家族という形で実家に引き取った。多喜二の家族も暖かく迎えたが、タキは身分の差に悩み7ヵ月後に家出をする。1928年の総選挙のときに、北海道1区から立候補した山本懸蔵の選挙運動を手伝い、羊蹄山麓の村に応援演説に行く。この経験がのちの作品『東倶知安行』に生かされている。同年に起きた三・一五事件を題材に『一九二八年三月十五日』を『戦旗』に発表。作品中の特別高等警察（特高警察）による拷問の描写が、特高警察の憤激を買い、後に拷問死させられる引き金となったともいわれる。
1929年、拓銀に在職しながら、郷利基のペンネームで『海上生活者新聞』の文芸欄を担当する記者になる。1929年1月5日発行の第一号には「船員は何を読まなければならないか」を二号には「葉山嘉樹 海に生くる人々の紹介」三号には『寄らば切るぞ！』を掲載した。海上生活者新聞はこの三号をもって廃刊。
1929年5月に『蟹工船』を『戦旗』に発表し、一躍プロレタリア文学の旗手として注目を集め、同年7月には土方与志らの新築地劇団（築地小劇場より分裂）によって『北緯五十度以北』という題で帝国劇場にて上演された。同時に特別高等警察から要注意人物としてマークされ始めた。
『蟹工船』『一九二八年三月一五日』及び『不在地主』（1929年に『中央公論』に掲載）などを発表したことにより、1929年11月16日付で拓銀から解雇（諭旨解職）された 。翌年の1930年春に東京へ転居。日本プロレタリア作家同盟書記長となる。1930年5月中旬、『戦旗』誌を発売禁止から防衛するため江口渙、貴司山治、片岡鉄兵らと京都、大阪、山田、松阪を巡回講演。23日に大阪で日本共産党へ資金援助の嫌疑で逮捕され、6月7日、一旦釈放された。
しかし、24日に帰京後、作家の立野信之方で再び逮捕され、7月に『蟹工船』の件で不敬罪の追起訴を受けた。8月、治安維持法で起訴、豊多摩刑務所に収容された。1931年1月22日、保釈出獄。その後神奈川県・七沢温泉に篭る。1931年10月、非合法の日本共産党に入党し、11月上旬、奈良の志賀直哉邸を訪ねる。1932年春の危険思想取締りを機に、地下活動に入る。8月下旬、自らの地下生活の体験を元に『党生活者』を執筆した。

### 小林多喜二奪還事件
1931年9月6日群馬県佐波郡伊勢崎町（現伊勢崎市）で行われた文芸講演会に全日本無産者芸術連盟（ナップ）が講師を派遣し、小林多喜二・村山知義・中野重治が行ったが、官憲は事前に検束してしまった。民衆が伊勢崎警察署を包囲し、抗議、占拠、乱闘のすえ、両者の交渉がもたれ、検束者全員の釈放が実現し、しかも抗議団に逮捕者はなかった。治安維持法下であり得ない事件として注目を浴びている。

### 最期
1933年2月20日、多喜二は日本共産青年同盟中央委員会に潜入していた特別高等警察のスパイ三船留吉からの提案により、赤坂の連絡場所で三船と落ち合う予定で、共産青年同盟の詩人今村恒夫とともに訪れた。その待ち合わせ場所には、三船からの連絡により張り込んでいた特高警察が待機していた。多喜二はそこから逃走を図ったが、逮捕された。
同日、中央区築地の同じ場所に所在する築地警察署内においての取調べについては、今村から話を聞いた江口渙が戦後発表した「作家小林多喜二の死」という文章を手塚英孝が『小林多喜二』で紹介している。それによると、警視庁特高係長中川成夫（警部。のちに滝野川区長、東映取締役）の指揮の下に多喜二を寒中丸裸にして、まず須田と山口が握り太のステッキで打ってかかったとある。その後、警察署から築地署裏の前田病院に搬送され、19時45分に多喜二の死亡が確認・記録された。

#### 警察発表にもとづく当時の新聞報道
2月20日正午頃別の共産党員1名と赤坂福吉町の芸妓屋街で街頭連絡中だった多喜二は、築地署小林特高課員に追跡され約20分にわたって逃げ回り、溜池の電車通りで格闘の上取押さえられそのまま築地署に連行された。最初は小林多喜二であることを頑強に否認していたが、同署水谷特高主任が取調べた結果自白した。築地署長は、「短時間の調べでは自供しないと判断して外部からの材料を集めてから取調べようと一旦5時半留置場に入れたが間もなく苦悶を始め7時半にはほとんど重体になったので前田病院に入院させる処置を取り、築地署としては何の手落ちもなかった」との説明を行っている。
多喜二死亡時の警視庁特高部長は安倍源基で、その部下であった中川、特高課長の毛利基（戦後、埼玉県警幹部）、警部山県為三の3人が直接手を下したとも言われている。しかし、毛利、山県が取調に立ちあったという文献はない。
警察当局は翌21日に「心臓麻痺による死」と発表したが、翌日遺族に返された多喜二の遺体は全身が拷問によって異常に腫れ上がり、特に下半身は内出血によりどす黒く腫れ上がっていた。この詳細について、小林の活動仲間で「全日本無産者芸術連盟」の機関紙「戦旗」の編集にも携わった詩人の壷井繁治は、戦後、東京12チャンネル（現：テレビ東京）の番組のインタビューで語っている。

#### 知人の語る小林の死体の状況

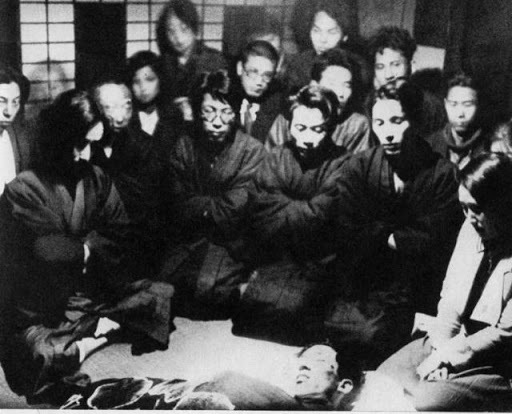
多喜二の遺体を囲む友人たち。前列右より原泉、田辺耕一郎、上野壮夫、立野信之、山田清三郎、鹿地亘、2列目右より岡本唐貴、池田寿夫、岩松淳、小坂たき子、千田是也

「前歯は折れてる、首には細引きの跡、左のコメカミにはね、何でなぐったか十円硬貨ぐらいの傷あとがある。それから裸にしたところがね、身体中傷だらけで、オマケに腹の下から腿全体が紫色にふくれあがって、それがね、ふつうの人間の倍くらいあるんですよ。よく見ると、その両腿もには、釘か錐を打ちこんだような穴の跡が十五、六もあって、そこは皮が破けて青黒い肉がむきだしているんですよ。それで立会いの安田徳太郎博士が『これでは腸も膀胱も破けてますよ。腹の中は出血でいっぱいでしょう』と言ったんです。で、睾丸も、陰茎もね、普通の人の三倍くらい脹れあがって、やっぱり内出血で紫色になってるんです。指もね、人差し指が逆にヘシ折られてね、指の背中が手の甲へつくんですよ。」（他にも、作家の手塚英孝が『小林多喜二』に多くの築地署留置場での目撃者や遺体を見た者らの証言を詳細に記録、作家の手塚英孝が『小林多喜二』に遺体の凄惨さを描写詳細に記録している。）
周りの者が着物を着せてから、母・セキが出てきた。セキは多喜二の遺体を抱きしめて、「息子は心臓がよかった、心臓マヒで死んだなんてウソだ」「それ、もう一度立たねか、みんなのためもう一度立たねか」と叫んだ。

#### 結末

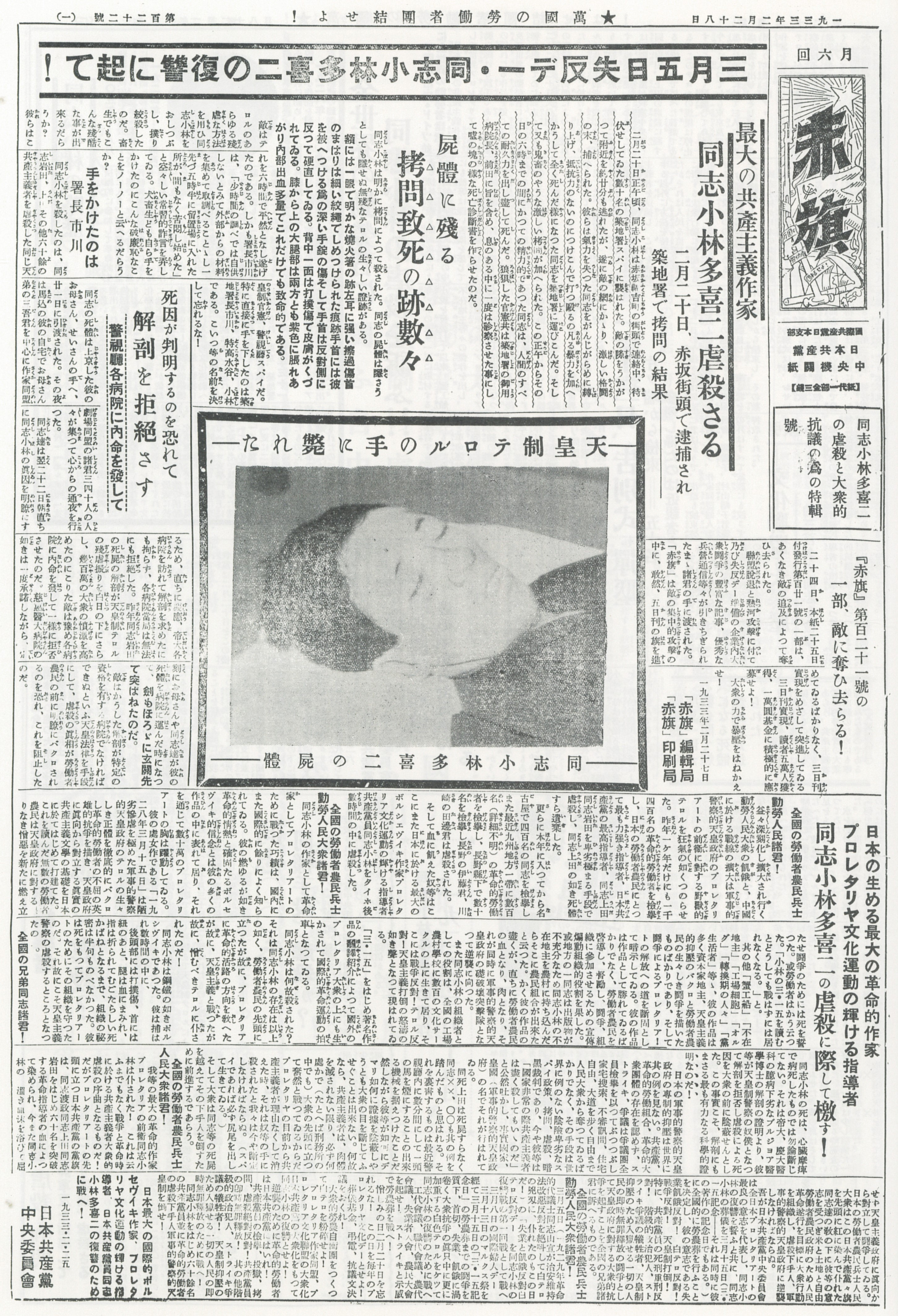
多喜二の死を報じる『赤旗』第122号（1933年2月28日）1面。

周囲の者らは証拠とするため死体の解剖を東大・慶応・慈恵医大の病院に頼んだが、どの病院も特高警察を恐れて多喜二の遺体の解剖を断った。
多喜二の死に顔は日本共産党の機関紙『赤旗』が掲載した他、同い歳で同志の岡本唐貴により油絵で、また岩松淳により鉛筆で描き残され、千田是也がマスクを製作した。
遺体の写真は時事新報記者笹本寅が連れてきた写真班に小林を丸裸にした写真を撮らせ、戦時中笹本が土に埋めて守り抜いたという。
告別式は同年2月23日に杉並区馬橋の自宅で行われたが、付近には30-40人の警官らによる警戒本部が設けられ弔問客を排除あるいは検束していったため、数名の友人らと近親者のみの参加となった。同年3月15日には有志による「労農大衆葬」が計画されたが、警視庁は開催を許可しなかった。同日、新築地劇団の手によって「沼尻村」の上演も計画されていたが、こちらも当局により上演が禁止され、稽古中の俳優らも検束された。
『中央公論』編集部は、多喜二から預かったまま掲載を保留していた『党生活者』の原稿を『転換時代』という仮題で『中央公論』（1933年4-5月号）に、遺作として発表した。全体の5分の1にわたり伏字が施された。3月15日には築地小劇場で多喜二の労農葬が執り行われた。
最後の小説は1933年（昭和8年）1月7日に書きあげ、『改造』3月号に発表の「地区の人々」。評論は、『プロレタリア文学』2月号、プロレタリア文化』3-4月号に掲載の「右翼的偏向の諸問題」。1999年に小樽を回想した随筆「故里の顔」の生原稿が見つかり、北海道立文学館が購入した。
多喜二が殺された当時の内務省警保局局長の松本学（岡山県出身）は前年の五・一五事件の直後に局長に任じられていたが、退官後は貴族院勅選議員に任じられ、戦後は中央警察学校（現警察大学校）校長を務めたのち、日本港湾協会会長、社団法人世界貿易センター会長、自転車振興会連合会会長などを歴任した。

## 人物
- 多喜二は明るい性格で、とても話し好きな人物であった。母思いで地下に潜入後も原稿料は母親に送り、死の間際にも「母親にだけは知らせてくれ」と懇願した[28]。
- 志賀直哉の作品で文学を学んだ[29]。小樽高等商業学校時代から、北海道で育った自分が日本文学を席捲すると怪気炎をあげる手紙をたびたび送りつけ、直哉に名前を覚えられていた。獄中からも直哉に手紙を出している。1931年 （昭和6年）1月、直哉は随想『リズム』（読売新聞、1/13 - 14付）で、プロレタリア運動と小説に熱心なある男は「日本のプロレタリア作品を読むより西鶴を読んだ方が何百倍も仕事に対する意思を強く感ずるかも知れない」と書く[注釈 8]。
- 1931年6月、新進作家として注目されはじめた多喜二は、自分の作品に対する忌憚ない意見を聞かせてほしいと、自著『蟹工船』と手紙を送り、直哉はプロレタリア運動意識が作品として不純になると返信している。その5か月後の11月はじめ、多喜二は奈良県の上高畑の志賀家を訪れる。この時の多喜二は、自分の思想を押し付けることもなく、おとなしい様子で昔の手紙の話をされると赤面していたという。直哉の息子・直吉と3人で、あやめ池遊園地に遊びに行き、一晩泊まって帰っていった[30]。
- 多喜二が拷問死した時、直哉は多喜二の実母に「不自然なる御死去の様子を考えアンタンたる気持ちになりました」と、香典と弔文を贈り、日記に「小林多喜二（余の誕生日）に捕らへられ死す、警察官に殺されたるらし、不図彼らの意図ものになるべしとふ気がする」と記している[29]。

## 再評価

小林多喜二文学碑（北海道小樽市）

### 小林多喜二シンポジウム
生誕100周年を迎えた2003年以来、白樺文学館多喜二ライブラリー主催「小林多喜二国際シンポジウム」が2年連続で開催され、2005年秋には、中華人民共和国河北省の河北大学で「第1回多喜二国際シンポジウム」が、中国各地および日本をはじめ中国国外から研究者約200名を集め開催された。その記録は、白樺文学館多喜二ライブラリー編 / 張如意監修『いま中国によみがえる小林多喜二の文学-中国小林多喜二国際シンポジウム論文集』（東銀座出版社、2006年2月。ISBN 4-89469-095-0）に収められている。

### 映画・ドキュメンタリー作品
- 映画「時代（とき）を撃て・多喜二」 - 生誕100年・死後70年を記念して、「時代を撃て・多喜二」製作委員会によって製作された記録映画。日本各地で巡回上映が行われた。脚本・監督は 池田博穂。
- TV番組「小樽商科大学創立100周年記念 ヒューマンドキュメンタリーいのちの記憶 -小林多喜二・二十九年の人生」(HBCテレビ製作) - 2008年5月31日放送、同年11月17日再放送。
- 母 小林多喜二の母の物語 - 母 (三浦綾子の小説)の映画化作品。2017年公開。
- 映画「小林多喜二」（1974年、多喜二プロ） - 監督今井正。

### 『蟹工船』ブーム
若い世代における非正規雇用の増大と働く貧困層の拡大、低賃金長時間労働の蔓延などの社会経済的背景のもとに、2008年には『蟹工船』が再評価され、新潮文庫の『蟹工船・党生活者』が50万部以上のベストセラーになった。また、2009年にSABU監督によって映画化された。

### 小林多喜二祭
毎年、命日の2月20日に小樽市など全国で開催されている。

## 作品リスト
- 「一九二八年三月十五日」（1928年） 多喜二はみずから当時の警察による過酷な拷問を何度も体験し、最後には拷問死した。その実態を詳細に描写した作品。
- 「人を殺す犬」（1928年）
- 「防雪林」（1928年）
- 「蟹工船」（1929年）
- 「不在地主」（1929年）
- 「工場細胞」（1930年）
- 「北海道の「俊寛」」（1930年）
- 「争われない事実」（1931年）
- 「父帰る」（1931年）
- 「テガミ」（1931年）
- 「独房」（1931年）
- 「疵」（1931年）
- 「転形期の人々」（1931年-32年）
- 「級長の願い」（1932年）
- 「沼尻村」（1932年）
- 「党生活者」（1932年）
- 「雪の夜」
- 「地区の人々」（1933年）

### 著作
- 「蟹工船・党生活者」改版、1954年、新潮社、新潮文庫、ISBN 978-4101084015
- 「蟹工船 一九二八・三・一五」改版、2003年、岩波書店、岩波文庫、ISBN 978-4003108819
- 「独房・党生活者」改版、2010年、岩波書店、岩波文庫、ISBN 978-4003108840
- 「防雪林・不在地主」、2010年、岩波書店、岩波文庫、ISBN 978-4003108833
- 「蟹工船・党生活者」新装改版、2008年、角川グループパブリッシング、角川文庫、ISBN 978-4041068021